# Bellanca 14-13

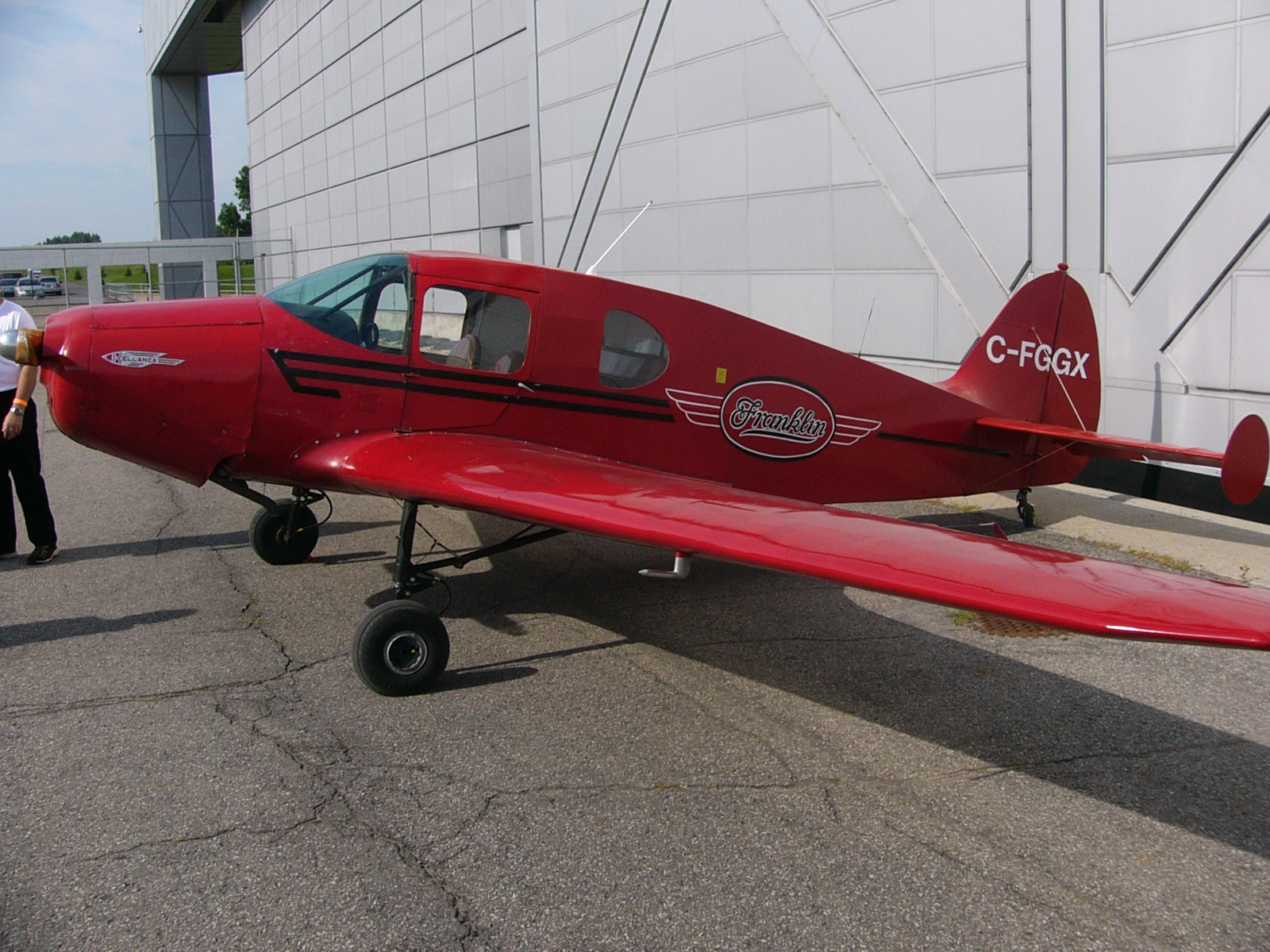
Bellanca 14-13-2.

El Bellanca 14-13 Crusair Senior y sus sucesores son una familia de aviones ligeros que fueron fabricados en los Estados Unidos por Bellanca tras la Segunda Guerra Mundial. Eran una continuación del Bellanca 14-7 de preguerra y sus derivados.

## Diseño y desarrollo
Mientras retenía el diseño básico del Bellanca 14-7, el 14-13 presentaba una cabina alargada, un motor bóxer Franklin 6A4-335-B3 de 150 hp (112 kW) en lugar del radial Le Blond de los modelos anteriores, y una placa final ovalada vertical en cada estabilizador horizontal. Este elemento hizo que el modelo se ganase el apodo de "Constellation de cartón", porque la disposición es similar a la del avión de línea contemporáneo Lockheed Constellation.
Tomando su nombre de la tradición de Bellanca de identificar la serie por la superficie alar en pies cuadrados, eliminando el último dígito, mientras que el segundo número es la potencia del avión, el 14-13 no concuerda bastante con la nomenclatura. El ala del 14-13 está construida de madera, mientras que el fuselaje es de estructura de tubo de acero soldado con recubrimiento de tela.
El 14-13 fue introducido en 1946; en su versión mejorada 14-13-3, el avión se mantuvo en producción hasta 1956.

### Model 14-19
A una revisión de diseño de mayores prestaciones se le concedió el visto bueno de la FAA como 14-19 Cruisemaster, el 26 de septiembre de 1949.  El nuevo modelo presentaba mejoras estructurales, un motor Lycoming O435-A de 190 hp (142 kW), un peso al despegue incrementado de 1.179 kg, tren de aterrizaje y flaps actuados hidráulicamente, y un interior de lujo. Fueron producidos 99 de estos aviones entre 1949 y 1951. Externamente, con un aspecto muy parecido a los modelos anteriores, esta versión se distinguía por sus mayores placas finales ovaladas. La producción terminó en 1956 cuando Bellanca liquidó sus operaciones.

### Model 14-19-2

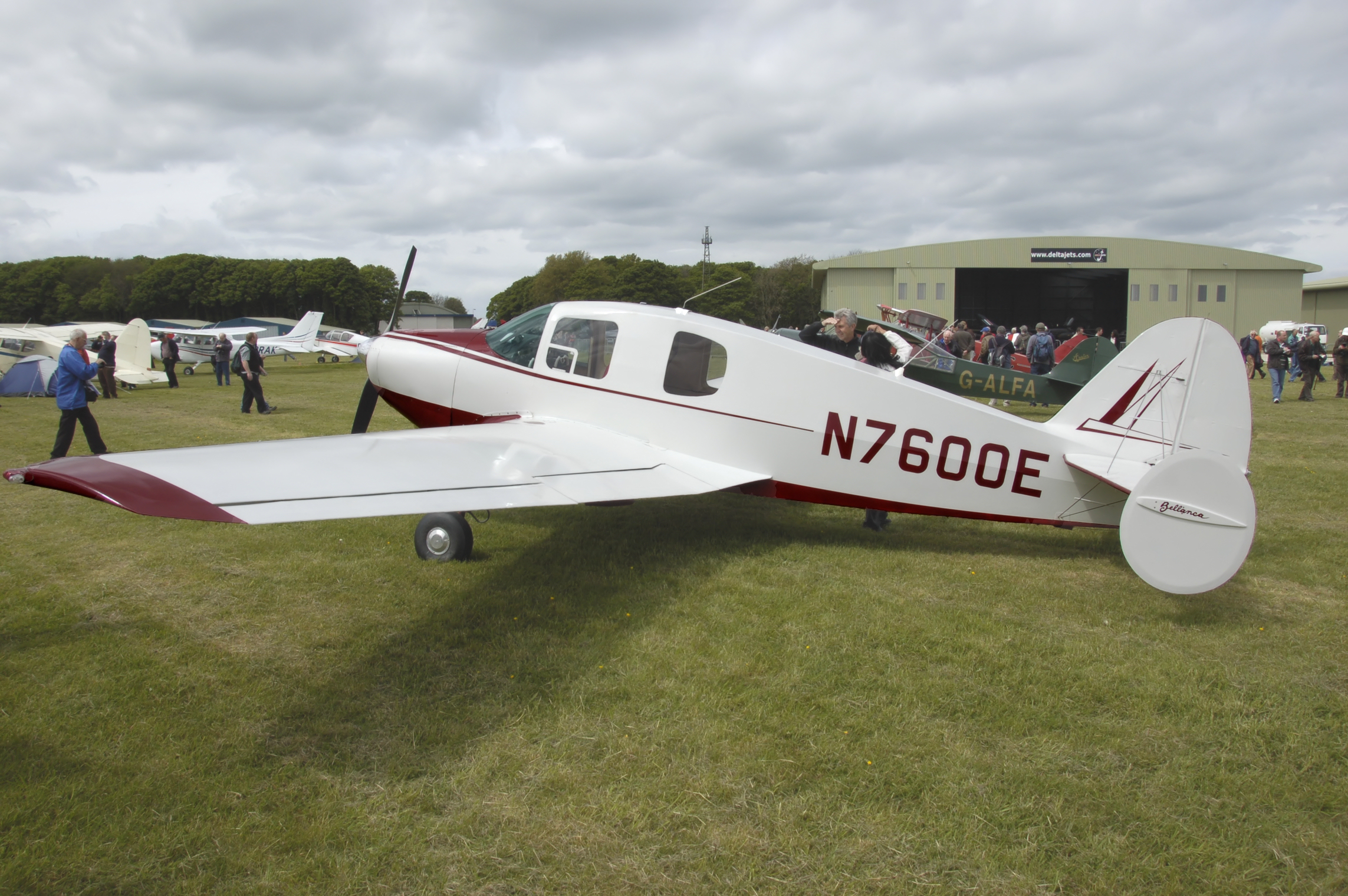
Bellanca 14-19-2 Cruisemaster, construido en 1958.

El diseño 14-19 fue revivido por la Northern Aircraft y se le concedió el visto bueno de la FAA el 7 de enero de 1957, como 14-19-2 Cruisemaster. El modelo presentaba un motor Continental O-470K de 230 hp (172 kW), un peso al despegue incrementado de 1.224,7 kg, un panel de instrumentos modernizado, así como nuevos esquemas de pintura y tapicería. Fueron producidos un total de 104 de estos aviones entre 1957 y 1958.
La compañía fue renombrada como Downer Aircraft en 1959. Inter-Air adquirió los derechos de producción en 1962 y fue renombrada Bellanca Sales Company, una subsidiaria de Miller Flying Service. Un posterior desarrollo del diseño por Inter-Air resultó en la modernizada serie Viking, introducida en 1962.

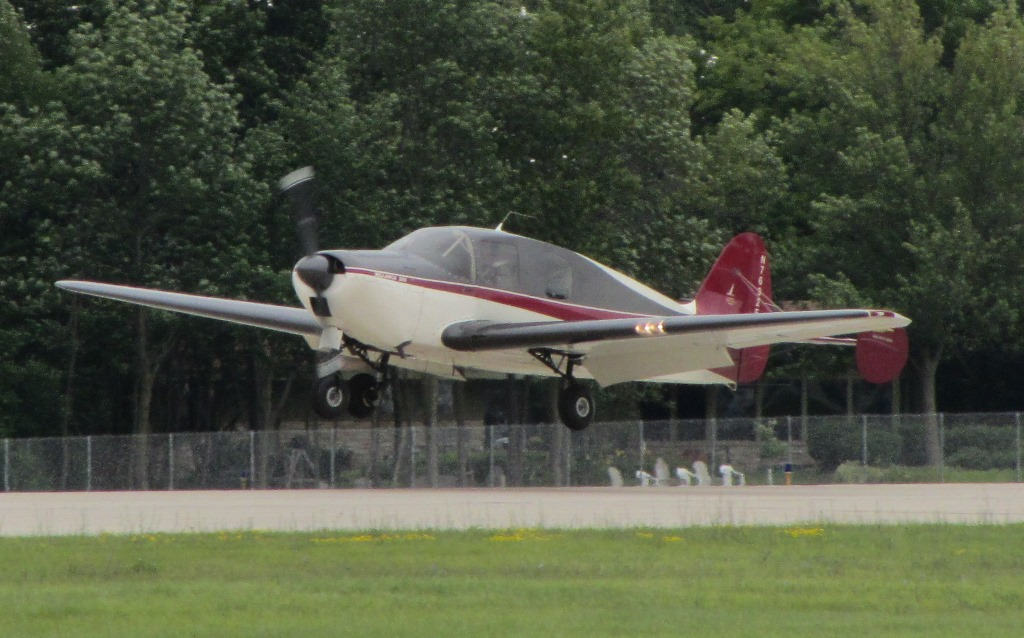
Bellanca 14-19-3 aterrizando.

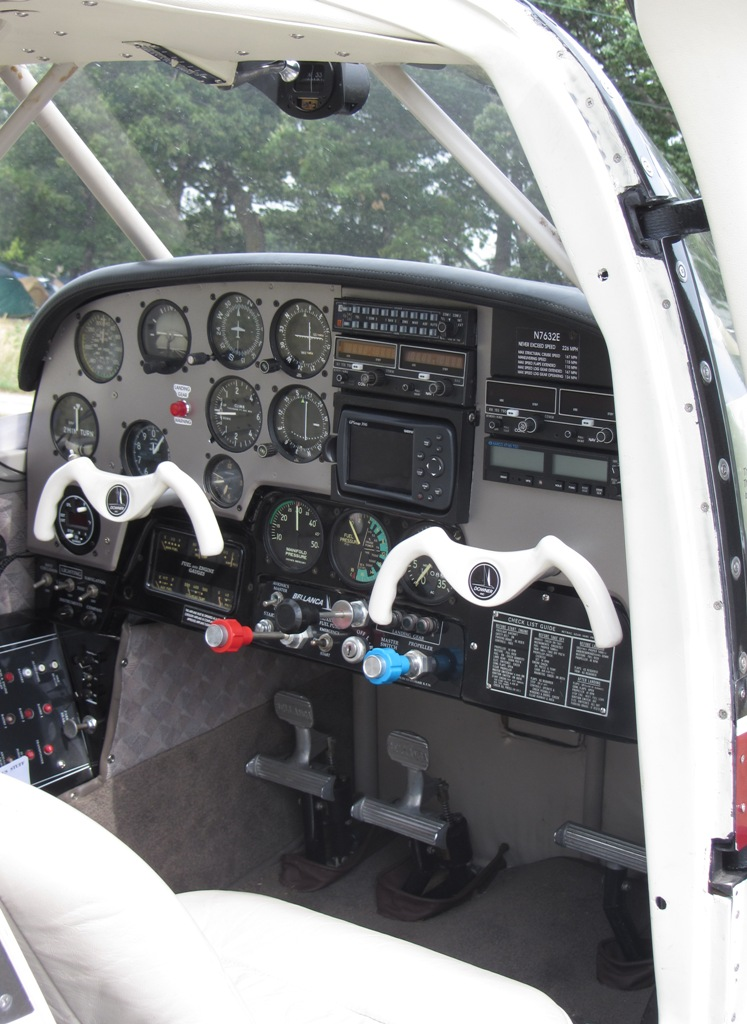
Panel de instrumentos modernizado de un 14-19.

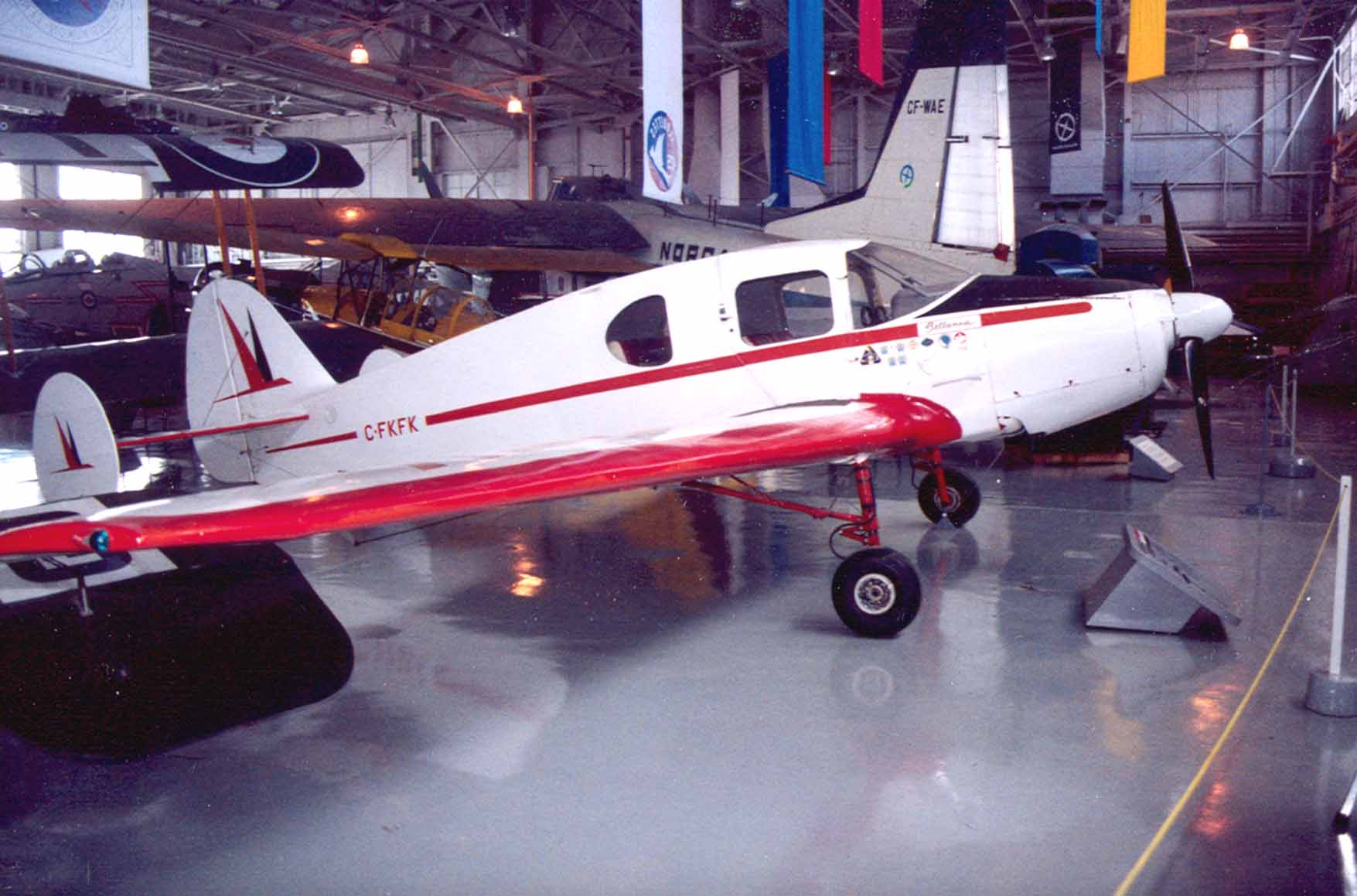
Modelo Bellanca 14-13 Cruisair Senior de 1946, en el Western Canada Aviation Museum (obsérvese las grandes placas finales del 14-13 inicial).

## Variantes
14-13
Modelo inicial introducido en 1946.
14-13-2
Modelo mejorado introducido en 1947. Presentaba un estabilizador de mayor envergadura con placas finales más pequeñas y una puerta de equipajes exterior.
14-13-3
Modelo mejorado introducido en 1948, que se mantuvo en producción hasta 1956.
14-13W
Versión "Wagon" con cabina forrada de contrachapado y asientos traseros desmontables.
14-19
Versión de 190 hp (142 kW) introducida en 1949.
14-19-2
Versión de 230 hp (172 kW) introducida en 1957.
14-19-3
Versión de tren de aterrizaje triciclo y 260 hp (194 kW) introducida en 1959 por la Downer Aircraft.
Downer 260B Model 14-19-3A
Última versión construida por la Downer Aircraft con un precio de 19.500 dólares en 1962. Equipado con un motor Continental IO-470-F de 260 hp (194 kW).
Downer 260C Model 14-19-3C
Versión construida por Inter-Air con empenaje revisado y motor Continental IO-470-F de 260 hp (194 kW).

## Historia operacional
Diseñado y producido en la era posterior a la Segunda Guerra Mundial, el Bellanca 14-13 Cruisair Senior estaba orientado al mercado de la aviación general. Se les ofreció a los propietarios una combinación de prestaciones, baja potencia motriz y precio modesto. Sus prestaciones y su fortaleza estructural también lo hacían atractivo para trabajos utilitarios, pero en muchos sentidos, el diseño del Bellanca era un anacronismo, confiando en una configuración de tren de aterrizaje convencional y construcción de madera y recubrimiento de tela que se remontaba a una era anterior. La economía de posguerra, junto con un exceso de aviones militares excedentes imposibilitaron las grandes ventas, aunque fueron producidos unos 600 aviones.
A pesar de su producción en un periodo donde las ventas de aviones estaban estancadas, el aparato siguió siendo popular en todas sus encarnaciones y actualmente está considerado un clásico monoplano de cabina y está muy solicitado.

## Especificaciones (14-13-2)

### Características generales
- Tripulación: Un piloto.
- Capacidad: Tres pasajeros.
- Longitud: 6,5 m
- Envergadura: 10,42 m
- Altura: 1,91 m
- Peso cargado: 975 kg
- Planta motriz: 1× motor bóxer de 6 cilindros Franklin 6A4-150-B3.
  - Potencia: 112 kW (150 HP; 152 CV)

### Rendimiento
- Velocidad nunca excedida (Vne): 266 km/h
- Alcance: 970 km
- Techo de vuelo: 4.900 m (16000 pies)

### Desarrollos relacionados
- Bellanca 14-7
- Bellanca 17-30

### Secuencias de designación
- Secuencia Numérica (de Bellanca): 14-9 - 14-10 - 14-12 - 14-13 - 14-14 - 14-19 - 17-30 →